# Seoul Open 1988
Il Seoul Open 1988 è stato un torneo di tennis giocato sul cemento. È stata la 2ª edizione del torneo, che fa parte del Nabisco Grand Prix 1988. Si è giocato a Seul in Corea del Sud dal 18 al 25 aprile 1988.

## Campioni

### Singolare maschile
Dan Goldie ha battuto in finale  Andrew Castle con il punteggio di 6–3, 6–7, 6–0

### Doppio maschile
Andrew Castle /  Roberto Saad hanno battuto in finale  Gary Donnelly /  Jim Grabb con il punteggio di 6–7, 6–4, 7–6